# Lombok-Zwergohreule
Die Lombok-Zwergohreule (Otus jolandae) ist eine Eulenart aus der Gattung der Zwergohreulen (Otus). Die rund 23 cm großen Vögel besitzen einen graubraunen Mantel, einen weiß-grau gescheckten Bauch und die für Zwergohreulen typischen Federohren. Die Lombok-Zwergohreule ist auf der indonesischen Insel Lombok endemisch und bewohnt dort Wald und Parkland aller Höhenlagen. Wie andere Arten ihrer Gattung ernährt sie sich wahrscheinlich vorwiegend von Insekten. Über ihre Brutbiologie ist nichts bekannt.
Die Lombok-Zwergohreule gehört zu einer Gruppe äußerlich sehr ähnlicher Eulen, die große Teile der Molukken bewohnen. Bis zu ihrer Erstbeschreibung im Jahr 2013 wurde ihre Population der Molukken-Zwergohreule (Otus magicus) zugeschlagen, die wahrscheinlich ihre nächste Verwandte ist. Wie stark der Bestand der Art von der Entwaldung auf Lombok betroffen ist, ist unklar.

## Merkmale

### Körperbau und Farbgebung

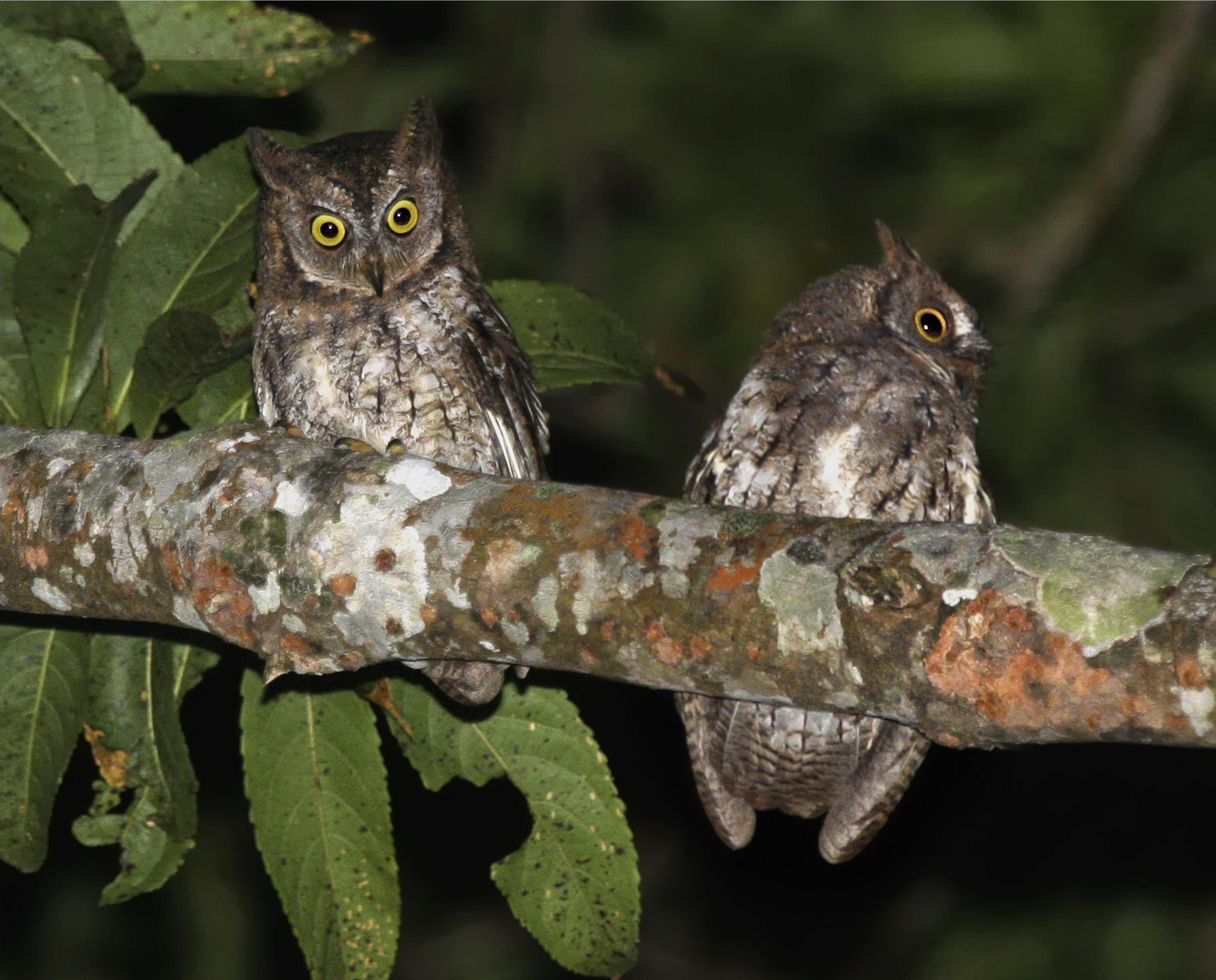
Lombok-Zwergohreule auf einem Ast

Die Lombok-Zwergohreule wird von Kopf bis Schwanz etwa 23 cm lang. Ein Sexualdimorphismus bezüglich Größe oder Färbung ist nicht bekannt. Die Flügel der Art werden 148–157 mm lang, ihr Schwanz erreicht eine Länge von 73 bis 75 mm. Ihr Schnabel ist von der Stirn bis zur Spitze 20–23 mm lang.
Die Grundfarbe des Gefieders tendiert bei der Lombok-Zwergohreule zu einem schmutzigen Graubraun. Ihr Rücken ist weniger stark gesprenkelt als der der südwestlichen Molukken-Zwergohreulen (Otus magicus albiventris). Die Kinn- und Kehlfedern der Art sind weiß und graubraun gebändert. Der Gesichtsschleier der Vögel ist schmutzig graubraun und wird von einem durchbrochenen Kranz weißer und dunkelbrauner Federn eingefasst. Die Ohrdecken der Art sind weißlich, die Federohren dunkel graubraun. Brust und Bauch sind mit weißen Federn bedeckt, deren dunkler Schaft ein schmutzig-scheckiges Erscheinungsbild bewirkt. Mantel und Rücken bis hinab zu den Oberschwanzdecken sind rötlich braun, werden aber nach unten hin heller. Die Schwanzfedern sind unregelmäßig in verschiedenen Brauntönen gebändert. Die Handschwingen sind auf der Außenfahne eher hell-, auf der Innenfahne dunkelbraun gefärbt. Armschwingen und Schirmfedern sind dunkelbraun und irregulär mit anderen Brauntönen gebändert und gesprenkelt. Auf den Flügeldecken mischen sich Zimt- und Graubraun. Die Läufe der Lombok-Zwergohreule sind bis zu den Zehen befiedert. Oberseitig sind sie sandbraun, zum Fuß hin werden sie weißlich. Die Iris der Tiere ist gelb, die Zehen sind gelblich.

### Lautäußerungen
Der Ruf der Lombok-Zwergohreule besteht aus einem einzelnen Pfiff ohne Obertöne, der sich etwa mit pok oder poook transkribieren lässt. Er ist tiefer als der der Sangihe-Zwergohreule (Otus collaris) und der Molukken-Zwergohreule, liegt mit seiner Frequenz aber über denen der Singapur-Zwergohreule (Otus cnephaeus) und der Sunda-Zwergohreule (Otus lempiji) und ist mit etwa 0,3 s deutlich kürzer als der der Rötel-Zwergohreule (Otus rufescens).

## Verbreitung
Die Lombok-Zwergohreule ist, ähnlich wie viele andere Vogelarten Indonesiens, ein Inselendemit. Sie ist allerdings die einzige Vogelart, die ausschließlich auf Lombok vorkommt. Ihr Verbreitungsgebiet auf Lombok ist bislang nur wenig erforscht. Bekannte Vorkommen existieren im bergigen Norden der Insel im Gunung Rinjani National Park und seiner näheren Umgebung. Ob die Art auch im südlich gelegenen Flachland vorkommt, ist unklar. George Sangster und Kollegen vermuten, dass die Art im gesamten bewaldeten Lombok vorkommt. Ob und welche Otus-Arten im angrenzenden westlichen Sumbawa vorkommen, ist unsicher, weder Otus jolandae noch Otus magicus albiventris konnten dort bislang gesichtet werden.

## Lebensraum

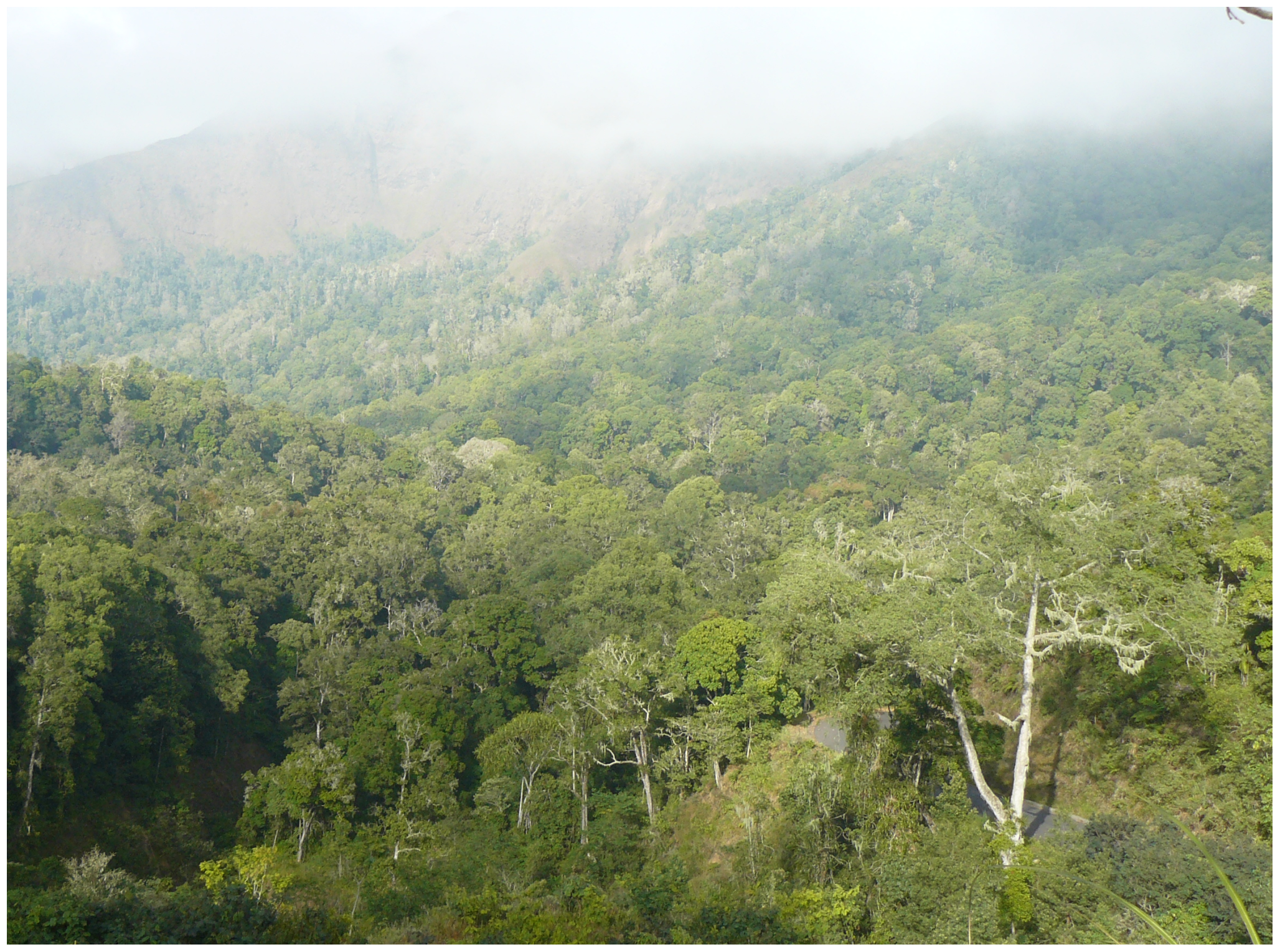
Habitat der Art im nördlichen Lombok. Die Lombok-Zwergohreule bewohnt Wälder, aber auch offenere Landschaften mit Baumbestand

Die Lombok-Zwergohreule kommt in geschlossenem und gestörtem Primärwald, aber auch in Sekundärwald und kleinen Baumgruppen innerhalb von offeneren Landschaften vor. Die Art bewegt sich zwischen 7 und 20 m hoch im Geäst und ist in Lagen von 25 bis 1350 m über dem Meer anzutreffen.

## Lebensweise
Über die Lebensweise der Art, insbesondere über die Brutbiologie und die Ernährung, liegen keine Daten vor. Aufgrund ihrer Größe dürfte sich die Lombok-Zwergohreule wie andere Zwergohreulen vor allem von Insekten und anderen Wirbellosen ernähren, wie es etwa die Molukken-Zwergohreule tut. Die Aktivität der Art setzt mit Einbruch der Dämmerung zwischen 18 und 19 Uhr abends ein und reicht bis weit in die Nacht hinein.

## Systematik und Taxonomie
Die Otus-Eulen der Molukken wurden traditionell als Molukken-Zwergohreule (Otus magicus) zusammengefasst. Sie ähneln sich äußerlich stark und sind überwiegend parapatrisch, das heißt, ihre Artareale werden nur durch schmale Wasserstraßen voneinander getrennt. In jüngerer Zeit wurden viele frühere Unterarten und Variationen der Region wegen eindeutiger Unterschiede in Morphologie, Färbung oder Lautäußerungen aus einem Artkomplex herausgetrennt. Ornithologen sprechen mit Blick auf die verbliebenen Großarten mit häufig stark fragmentierten Verbreitungsgebieten deshalb auch oft von „Schweizer-Käse-Klumpen“. Auch die Molukken-Eule umfasst heute nur noch ein ausgedünntes, aber sehr weitreichendes Gebiet von Sumbawa im Westen bis Halmahera im Norden und Tanahbesar im Osten. Die Lombok-Zwergohreule wurde ursprünglich als Teil der Unterart Otus magicus albiventris angesehen und erst Anfang des 21. Jahrhunderts als eigenständige Form behandelt. Ausschlaggebend dafür war 2003 vor allem die Beobachtung von auf Lombok aktiven Ornithologen, dass die Rufe der dortigen Eulen deutlich von denen anderer aus dem Otus-magicus-Komplex abwichen. Die Lomboker Eulen zeigten keine Reaktion auf fremde Rufe vom Tonband, sprachen aber auf ihre eigenen aufgezeichneten Lautäußerungen an.
Nach morphometrischen und akustischen Clusteranalysen stellten George Sangster und Kollegen die Zwergohreulenform Lomboks in eine eigene Art. Das Artepitheton jolandae ehrt Sangsters Ehefrau Jolanda Luksenburg, die sich als Ornithologin mit der Vogelfauna der Molukken beschäftigt und zur Erforschung der Art beigetragen hat. Nach Ansicht Sangsters und seiner Mitautoren ist Otus jolandae am nächsten mit der Unterart Otus magicus albiventris der Molukken-Zwergohreule verwandt. Lombok liegt biogeografisch zwischen Bali im Westen und Sumbawa und Flores im Osten und teilt viele Arten entweder mit seinen östlichen oder seinen westlichen Nachbarn. Im Pleistozän war es als eine unter wenigen Molukken nicht mit seinen heutigen Nachbarinseln verbunden. Die Verbreitungs- und Entwicklungsgeschichte von Otus jolandae lässt sich entsprechend schlecht rekonstruieren.

## Status
Zur Population der Lombok-Zwergohreule liegen keine Zahlen vor. Die Art gilt in ihrem Habitat als häufig und ist offenbar nicht von Primärwald abhängig. Ihr Vorkommen im Mount Rinjani National Park gilt als bestandsschützender Faktor. Unklar ist, wie sich die Entwaldung des Tieflandes auf Lombok auf die Vorkommen der Art ausgewirkt hat und ob sie auch in anderen Teilen der Insel mit weiträumigen Waldflächen vorkommt.